# Cheliplanidae
Famille
Les Cheliplanidae sont une famille de vers plats marins de l'ordre des Rhabdocoela (infra-ordre des Schizorhynchia  et sous-ordre des Kalyptorhynchia). Cette famille regroupe plus de 60 espèces.

## Écologie
Malgré leur petite taille, des espèces de Cheliplanidae du genre Cheliplana ont été observées parasitées par des sporozoaires du genre Rhytidocystis.

## Systématique
Le nom valide complet (avec auteur) de ce taxon est Cheliplanidae Schilke (d), 1970.

### Synonyme de Cheliplanidae
Cheliplanidae a pour synonyme Cheliplaninae Schilke, 1970, anciennement sous-famille de la famille des Karkinorhynchidae.

### Liste des genres
Selon la base de données World Register of Marine Species (1er janvier 2024), la famille des Cheliplanidae regroupe les genres suivants :
- Archipelagoplana Noldt & Hoxhold, 1984
- Baltoplana Karling, 1949
- Cheliplana de Beauchamp, 1927
- Cheliplanilla Meixner, 1938
- Freddius Takeda & Kajihara, 2018

### Publication originale
(de) Karl Schilke, « Kalyptorhynchia (Turbellaria) aus dem Eulitoral der deutschen Nordseeküste », Helgoländer Wissenschaftliche Meeresuntersuchungen, vol. 21, no 1-2, 1970, p. 143-265 lire